# Duvenee
Duvenee was een dorp in Zuid-Beveland, in de Nederlandse provincie Zeeland. Door de Allerheiligenvloed van 1532 verdween het dorp in de zee en sindsdien ligt het op de bodem van het Verdronken Land van Zuid-Beveland.
De naam van het dorp betekent waarschijnlijk 'water van de persoon Duve'.

## Geschiedenis
Duvenee lag in de watering Beoosten Yerseke, oftewel de Oostwatering. In de tiendlijst van 1275-1280 van het kapittel van het Utrechtse Oudmunster wordt de parochie Duvenee vermeld. Onder deze parochie vielen de gehuchten Groe, Zwartewale en Zeldijk. De kerk van Duvenee beschikte over twee vicarieën.
Het wapen van Duvenee is gelijk aan die van het geslacht Duvenee, dat zich naar het dorp had genoemd. 
Bij het dorp heeft een kasteel gestaan.

### Overstroming
Bij de Sint-Felixvloed van 1530 raakte de Oostwatering overstroomd, maar de dorpskern van Duvenee bleef boven het water uitsteken en bewoning was dus nog mogelijk. De uitgevoerde herstelwerkzaamheden aan de dijken mochten niet baten, want de Allerheiligenvloed van 1532 zette het gebied opnieuw onder water.
In 1533 waren er plannen om de parochies Nieuwlande, Duvenee, Kouwerve en Tolsende te herdijken, waarbij de aanleg van een nieuwe dijk aan de oostzijde van het gebied al voldoende zou zijn. In 1536 werd het werk uitgevoerd, mede dankzij investeringen van Antwerpse kooplieden. In oktober van dat jaar echter overstroomden de vier parochies opnieuw tijdens een storm. Een nieuwe poging om het gebied te bedijken werd in 1537 stopgezet.